# Accord de libre-échange entre la Chine et la Suisse
L'accord de libre-échange entre la Chine et la Suisse est un accord de libre-échange signé le 1er juillet 2013 et mis en application le 1er juillet 2014. À terme le traité vise la suppression de plus de 95 % des droits de douane entre les deux pays. L'accord très volumineux (près de 1 100 pages) comprend certains produits agricoles. Plusieurs analyses mettent en valeur la grande progressivité dans le temps des réductions des droits de douane, sur une durée de 5 à 15 ans,,.
L'accord concerne uniquement les échanges directs entre les deux pays et non ceux qui transitent par un autre pays (p. ex. les Pays-Bas, la France ou l'Italie) et ne concerne donc que le transport aérien. 